# Kremer
Kremer je priimek več oseb:
- Anne Kremer, luksemburška tenisačica
- Gerhard Kremer, bolj znanj kot Gerardus Mercator, flamski kartograf
- Gidon Kremer (*1947), latvijski violinist in skladatelj
- Semjon Davidovič Kremer, sovjetski general
- Warren Kremer, ameriški stripar